# Entoloma politoflavipes
Entoloma politoflavipes är en svampart som beskrevs av Noordel. & Liiv 1992. Entoloma politoflavipes ingår i släktet Entoloma och familjen Entolomataceae.  Arten är reproducerande i Sverige. Inga underarter finns listade i Catalogue of Life.